# Čižek (priimek)
Čižek je priimek v Sloveniji, ki ga je po podatkih Statističnega urada Republike Slovenije na dan 1. januarja 2010 uporabljalo 13 oseb in je med vsemi priimki po pogostosti uporabe uvrščen na 16.346. mesto.

## Znani slovenski nosilci priimka
- Alojzij Čižek (1869—1933), rimskokatoliški duhovnik

## Znani tuji nosilci priimka
- Dragutin Čižek (1831—1913), češko-srbski skladatelj in kapelnik
- Franz Čižek (1855—1946), avstrijski umetnostni pedagog češkega rodu
- Ivo Čižek (1867—1953), češko-hrvaški dirigent in skladatelj